# Кидок, або Все почалося в суботу
«Кидок, або Все почалося в суботу» — радянський художній фільм 1976 року режисера Серіка Райбаєва, поставлений за мотивами повісті  Кіра Буличова «Уміння кидати м'яч».

## Сюжет
Архітектор Темірбек Сарсенбаєв отримує в дар від загадкового професора вміння безпомилково кидати предмети в ціль, з великих відстаней і майже не цілячись. Про це дізнається тренер місцевого баскетбольного клубу «Арман» і пропонує йому спробувати свої сили в грі. І хоча у Темірбека немає ніяких природних даних для баскетболу, крім вміння точно кидати м'яч, його дар змінює команду, яка починає «грати на Сарсенбаєва».
Команда, очолювана новим лідером, здобуває ряд гучних перемог, а сам Темірбек стає справжньою зіркою баскетболу. Вболівальники його буквально носять на руках, у нього з'являються шанувальниці, про що він раніше не міг і мріяти. Але успіх і слава не приносять щастя Сарсенбаєву, він розуміє, що так і не зміг стати справжнім баскетболістом.
Напередодні вирішального матчу він заявляє про відхід з клубу. «Арман» починає програвати без свого лідера, Темірбек приїжджає на гру, щоб допомогти команді. Вийшовши на майданчик і домігшись перелому в грі, він просить тренера замінити його на молодого гравця, «вічного запасного». «Арман» перемагає, і Сарсенбаєв після матчу остаточно йде зі спорту.

## У ролях
- Есболган Жайсанбай —  Темірбек Сарсенбаєв  (озвучує —  Юрій Саранцев)
- Асаналі Ашимов —  професор
- Галина Шетенова —  Естуле
- Лев Тьомкін —  Андрій Захарович, тренер
- Жексен Каїрлієв —  Бахит Баймутдін, баскетболіст
- Джамбул Худайбергенов —  баскетболіст
- Дімаш Ахімов —  баскетболіст
- Байкенже Бельбаєв —  баскетболіст
- Віталій Гришко —  баскетболіст
- Анаурбек Молдабеков —  коментатор
- Гульнара Рахімбаєва —  асистент режисера
- Гульзія Бельбаєва —  епізод
- Римма Кабдалієва —  Айгір
- Танат Жайлібеков —  адміністратор
- Андрій Дударенко —  епізод
- Артем Карапетян —  текст від автора

## Знімальна група
- Автори сценарію: Олександр Страхов, Фелікс Французов
- Режисер: Серік Райбаєв
- Оператор:  Михайло Аранишев
- Художник:  Павло Зальцман
- Композитор:  Олександр Зацепін